# 陳正謨
陳正謨（1552年—？），字宗禹，福建延平府南平縣人，民籍，明朝政治人物。

## 生平
萬曆元年（1573年）癸酉科福建鄉試第十四名，萬曆二年（1574年）甲戌科會試第二百四十名，登三甲第一百二十五名進士。歷官黟县、休宁二县知县。

## 家族
曾祖陳顯；祖父陳紳，曾任知縣；父陳應鶚，曾任知州。母黃氏。永感下。